# Mezőbikács
Mezőbikács (románul Bicaci) falu Romániában, a Partiumban, Bihar megyében.

## Fekvése
Az alföldi síkságon, Cséffától keletre, Nagyszalontától északkeletre, a váradi út jobb oldalának közelében, Gyapju, Nyárszeg, Jánosd és Inánd közt fekvő település.

## Története
Bikács Árpád-kori település. Nevét már 1291–1294 között említette oklevél in Bykach néven.
A falu egykor nem a mostani helyén, hanem ettől délkeletre állt, ahol ősi templomának nyomai még az 1870-es években is látszottak.
A 13. század elején már egyházas hely volt. 1332–1337 között neve szerepelt a pápai tizedjegyzékben is Bykach néven. Papja 1332-ben 20 garas pápai tizedet fizetett.
1374-től Bikács a latin szertartású váradi káptalan birtoka lett.
1851-ben Fényes Elek írta a településről:
... 530 óhitű, 4 református, 3 zsidó lakossal. Határa 3010 hold. Bírja a váradi deák káptalan.
1910-ben 1287 lakosából 135 magyar, 456 szlovák, 585 román volt. Ebből 654 római katolikus, 35 református, 585 görögkeleti ortodox volt.
A trianoni békeszerződés előtt Bihar vármegye Cséffai járásához tartozott.
Egykor itt volt a Cséffai járás egyik körjegyzősége is.
A 2002-es népszámláláskor 588 lakójából 378 fő (64,3%) román, 172 fő (29,3%) magyar, 18 fő (3%) szlovák nemzetiségű, 17 fő (2,9%) pedig cigány etnikumú volt.

## Nevezetességek
- Római katolikus temploma 1813-ban épült.
- Görögkeleti temploma 1800-ban épült.